# 잭 셰이다
재커리 데이비드 "잭" 셰이다(영어: Zachary David "Zack" Shada, 1992년 11월 25일~)는 미국의 배우이자 음악 프로듀서 및 감독이다. 2003년 《미녀 삼총사: 맥시멈 스피드》로 데뷔하였다.